# 카타글리피스 쿠르소르
카타글리피스 커서(Cataglyphis cursor)는 사막개미속에 속한 개미의 종이다. 프랑스의 남쪽 해안 지방에서만 서식하는 것으로 알려져 있다.

## 번식
처녀생식은 수정 없이 배가 성장하고 발달하는 번식의 자연적인 방식이다. 텔리토키는 수정되지 않은 알에서 여성 개체의 발달이 발생하는 특정한 처녀생식의 형태다. 자가접합은 텔리토키의 한 종류이지만, 자가생식에는 여러 종류가 있다. 여기서 관련이 있는 자가접합의 종류는 감수분열을 통해 갈라진 두 개의 반수체 세포가 하나의 이배체 접합자를 생성하는 것을 말한다.

자가접합의 Central fusion과 terminal fusion

Central fusion을 통한 자가접합적 텔리토키의 방식이 이 개미의 종류에서 연구되어 왔다.  Central fusion은 이형 접합성이 더욱 많이 유지되도록 허용한다. 여왕개미는 이 방식을 새로운 여왕개미를 생산하기 위한 방식으로 사용하여 혈통의 계통을 통해 그들의 유전자를 더 널리 전파한다. 또한, 여왕들은 일개미를 생산하기 위해 성적인 번식을 택한다. 하나의 여왕이 있는 이 개미의 둥지에서, 97.9%의 일개미가 수정된 알에서 태어난 반면, 96.4%의 여왕들이 텔리토키적인 처녀생식으로 만들어진 알에서 태어났다.